# After School Midnighters
After School Midnighters (放課後ミッドナイターズ, Hōkago middonaitāzu) est un film d'animation japonais réalisé par ordinateur sorti en 2012 et réalisé par Hitoshi Takekiyo. La version française est éditée en DVD et Blu-ray par @Anime.